# Каламакион
Калама́кион (греч. Καλαμάκιον
ή Καλαμάκι) — город в Греции, южный пригород Афин. Расположен на Афинской равнине на берегу залива Сароникоса у подножия Имитоса на высоте 10 метров над уровнем моря, в 8 километрах к югу от центра Афины, площади Омониас, и в 20 километрах к западу от международного аэропорта «Элефтериос Венизелос». Административный центр общины (дима) Алимоса в периферийной единице Южных Афинах в периферии Аттике. Население 41 720 жителей по переписи 2011 года. Площадь 5,909 квадратного километра. Плотность 7060,42 человека на квадратный километр.

## История
Область была обитаема с неолита. Обнаружено поселение кикладской цивилизации с острова Милос, относящееся к бронзовому веку (ок. 2300 до н. э.). Поселение было разрушено ионийцами и пеласгами около 2000 года до н. э. В 1500—1400 до н. э. появилось микенское поселение, покинутое после дорийского вторжения около 1100 года до н. э. В Тёмные века в VIII веке до н. э. здесь существует процветающие поселение с керамическими мастерскими.
В Древних Афинах на этом месте находился дем Галимунт (Αλιμούς). По административной реформе Клисфена дем Галимунт относился к филе Леонтида.

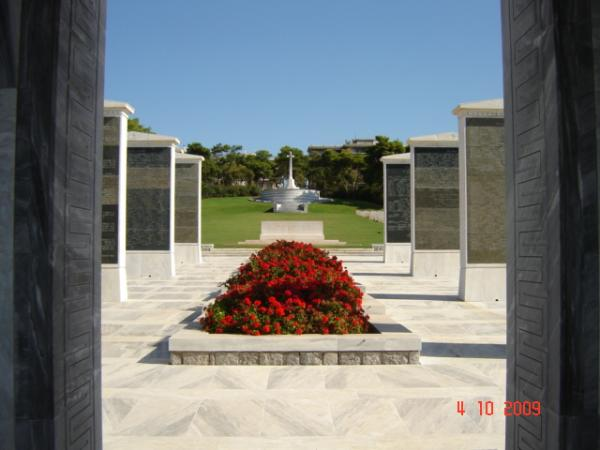
Военное кладбище, на котором похоронены солдаты союзников из Британской империи, погибшие во время Второй мировой войны

В 700—480 годах Галимунт процветал. Золотым веком стал V век до н. э., когда жители дема стали равными афинянам.
На холме Айия-Анна (Αγία Άννα) или Микро-Пани () в 1929 году обнаружены руины небольшого храма VI века до н. э., посвященного Деметре и Коре. Тут проходили Тесмофории, вдохновившие Аристофана написать комедию «Женщины на празднике Фесмофорий». На месте древнего храма находился византийский храм с криптой, во время Второй мировой войны и оккупации Греции странами «оси» служивший блокгаузом и разрушенный.
В 1975 году обнаружен прямоугольный театр VI—III века до н. э. Обнаружены две статуи Диониса, культ Диониса существовал здесь до V века до н. э. На холме Пани (Πανί) поклонялись богу Пану.
Деревня Трахонес (Ано-Каламакион) появилась в X веке на месте, где был дем Эвонимия, относившийся к филе Эрехтеида. Название получила от τραχών «каменистое место». При императоре Василии II Болгаробойце (976—1025) построена Введенская церковь.
Во времена османского владычества область была чифтликами Хасани (Χασάνι) и Брахами (ныне Айос-Димитриос), принадлежавшими турецким пашам Хасану и Брахаму.

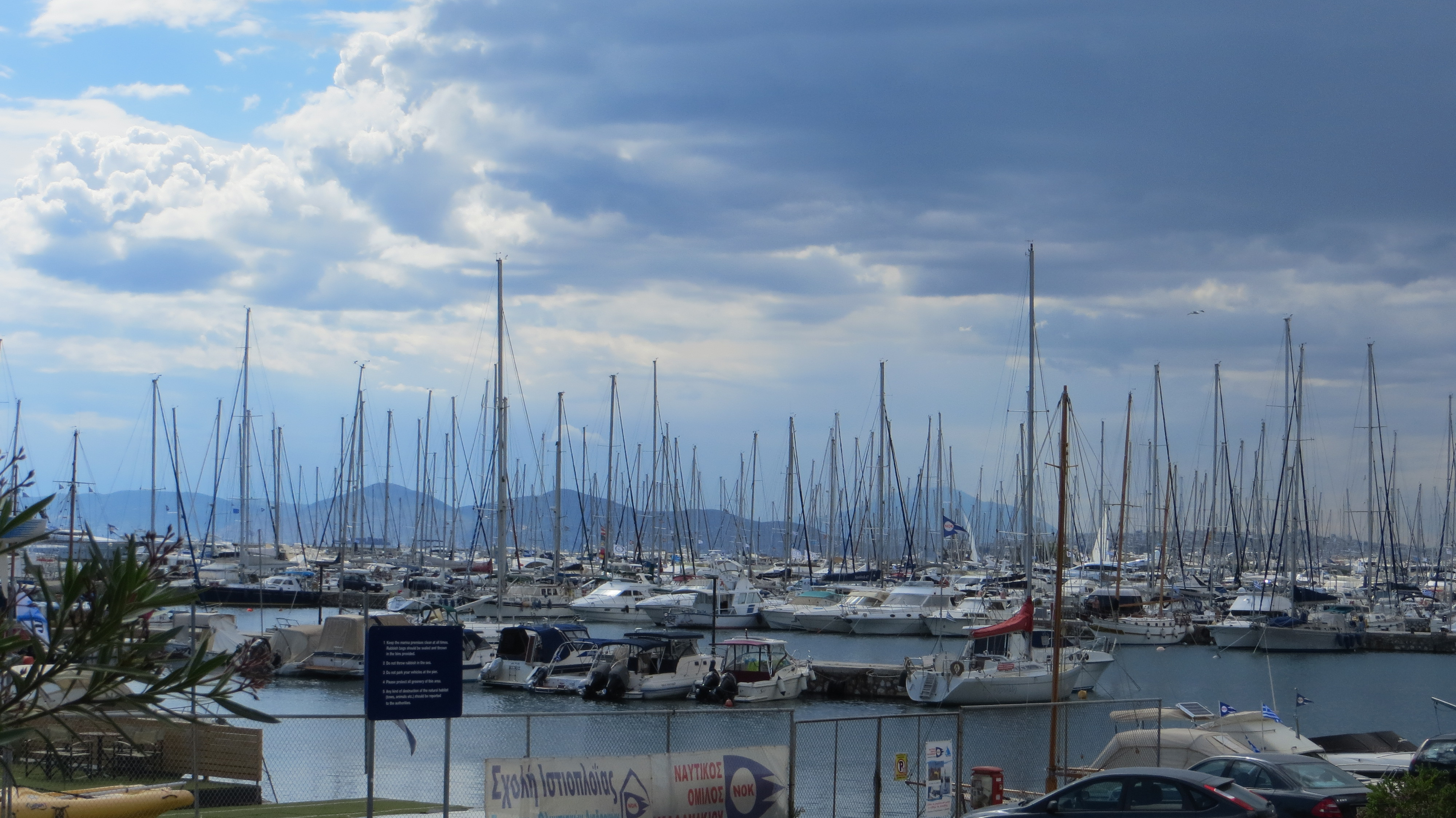
Пристань для яхт в Каламакионе

После Греческой революции участок Трахонес принадлежал Мариносу Еруланосу. Участок в Като-Каламакионе принадлежал генералу Иоаннису Макрияннису.
Каламакион был основан в 1923 году беженцами из Каламакиона в Малой Азии (ныне Калкан в ильче Каш) после Малоазийской катастрофы и греко-турецкого обмена населением. 9 ноября 1927 года премьером Александроса Заимиса и министром социального обеспечения Михаилом Киркосом создано сообщество Каламакион. В 1937 году начато строительство проспекта Вулиагменис, которое закончилось в 1938 году. В 1942—1945 годах сообщество Каламакион относилось к общине Палеон-Фалирону. Во время Второй мировой войны на границе с Палеон-Фалироном в районе пристани было создано военное кладбище, на котором похоронены 2067 солдат союзников из Британской империи. В 1968 году при слиянии сообществ Каламакион и Трахонес (Ано-Каламакион) на востоке была образована община (дим) Алимос.

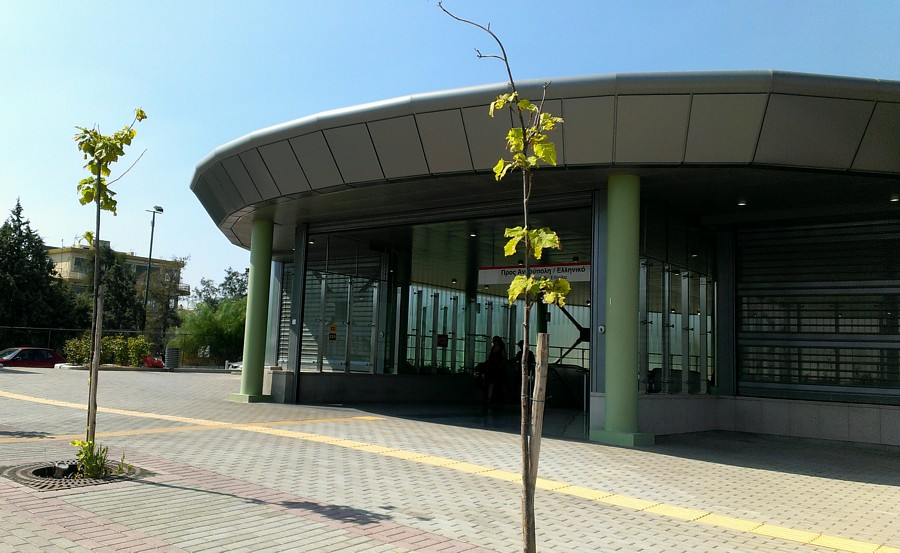
Станция метро «Алимос»

Во времена хунты построена большая пристань для яхт.

## Транспорт
Каламакион пересекает проспект Вулиагменис (национальная дорога 80) и проспект Посидонос. Каламакион обслуживает станция Линии 2 афинского метрополитена «Алимос» и две линии Афинского трамвая.

## Население
| Год  | Население, человек |
| ---- | ------------------ |
| 1991 | 32 514             |
| 2001 | 39 800             |
| 2011 | ↗ 41 720           |